# Boris Kowadlo
Israel Baruch (Boris) Kowadlo (Plotzk (Polen), 2 december 1911 - Porto (Portugal), 29 mei 1959) was een fotograaf en Nederlands verzetsstrijder tijdens de Tweede Wereldoorlog.
Kowadlo groeide op in een religieus gezin, als zoon van een rabbijn. In 1933 besloot hij wegens het sterk toegenomen antisemitisme in zijn vaderland naar Nederland te emigreren. Hij was bekend door zijn uitgebreide fotoreportages die hij maakte van de Pools-Joodse gemeenschap.
Gedurende de Duitse bezetting was hij actief in het verzet onder de naam "Bernard van der Linden" en raakte hij betrokken bij de fotografengroep "De Ondergedoken Camera" die de oorlogsjaren in Nederland in het geheim portretteerde. Collega's van hem daar waren onder andere Fritz Kahlenberg, Cas Oorthuys en Charles Breijer. Een groot deel van zijn foto-archief is verloren gegaan en van zijn materiaal uit de oorlogsjaren zijn slechts afdrukken bewaard gebleven, die te vinden zijn in het Nederlands Fotomuseum te Rotterdam. Een deel van zijn werk uit de jaren 50 is terechtgekomen in het NIW-archief.
Vlak na de oorlog trouwde Kowadlo in 1945 met Margaretha Raasveld. Ze vestigden zich in de Ruysdaelstraat te Amsterdam waar ze een portretfotostudio begonnen. Ook maakte Kowadlo foto's bij lezingen, op scholen en werkplaatsen en bij recepties. Tijdens twee bezoeken aan zijn naar Israël geëmigreerde broer reisde hij door het hele land om de opbouw ervan te verslaan. Dit resulteerde in een fotopocket die een jaar voor zijn overlijden uitkwam. Kowadlo kwam op 47-jarige leeftijd door verdrinking om het leven in Portugal, bij Porto, toen hij daar samen met een journaliste op reportage was en overboord sloeg tijdens een boottocht.

## Publicaties
- Dit is Israël / foto's van Boris Kowadlo ; tekst van T.R. Fyvel ; vert. door J.F. Kliphuis. - Amsterdam [etc.] : Contact, [1958]. - 93 p. Ook versch. in het Engels o.d.t.: This is Israel / 86 photographs by Boris Kowadlo ; text by T.R. Fyvel. - Oxford : Cassirer ; Tel Aviv : Tevel, [19XX]. - 92 p. Ook versch. in het Duits o.d.t.: Das ist Israel / 86 Aufnahmen von Boris Kowadlo ; Text von T. R. Fyvel. - Berlin : Axel Juncker, 1958.
- Het verdwenen ghetto : wandelingen door de Amsterdamse Jodenbuurt / door Jaap Meijer; fotografie Boris Kowadlo. - Amsterdam : Joachimsthal, 1948. - 160 p. - Eerder versch. in: Nieuw Israëlietisch Wweekblad; - 2e dr.: 1958.